# Озерне (Донецький сільський округ)
Озе́рне (каз. Озерное) — село у складі Тайиншинського району Північноказахстанської області Казахстану. Входить до складу Донецького сільського округу.
Населення — 150 осіб (2021; 187 у 2009, 224 у 1999, 294 у 1989).
Національний склад станом на 1989 рік:
- німці — 52 %.